# Compañía Aeronáutica Uruguaya S.A.
Compañía Aeronáutica Uruguaya S.A., também conhecida por sua sigla CAUSA, foi uma empresa de aviação comercial do Uruguai fundada em 29 de dezembro de 1936 pelo banqueiro Luis J. Supervielle e pelo Coronel Tydeo Larre Borges. O objetivo da empresa era criar a rota Montevidéo - Buenos Aires.
Para o início de suas atividades, foram adquiridos dois hidroaviões alemães Junkers Ju 52/3m. O avião CX-ABA(C/N 5877) foi batizado de "El Uruguayo" e o modelo com prefixo CX-ABB (C/N 5886) de "El Argentino".
- Commons